# Zastava
Zastava Automobili AD (serb. Застава аутомобили АД, wcześniej Zavodi Crvena Zastava – z serbskiego Zakłady Czerwony Sztandar) – były serbski (wcześniej jugosłowiański) producent pojazdów i broni z siedzibą w mieście Kragujevac. Prócz samochodów przedsiębiorstwo produkowało m.in. karabiny oparte na modelu SKS.

## Historia

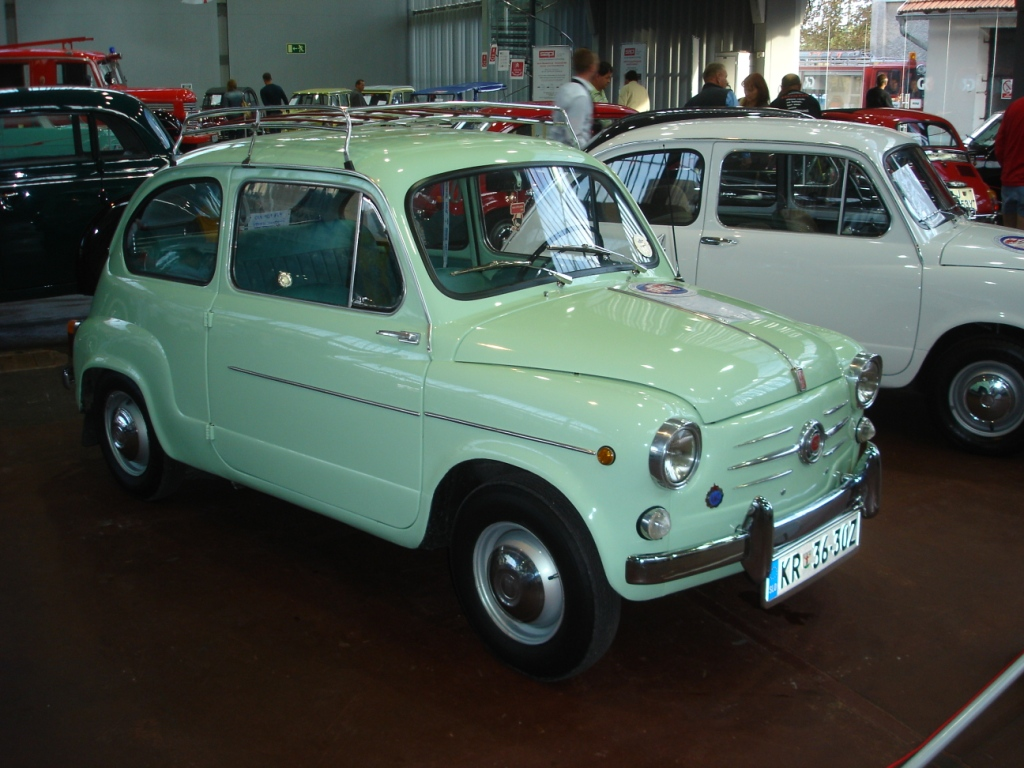
Zastava 750

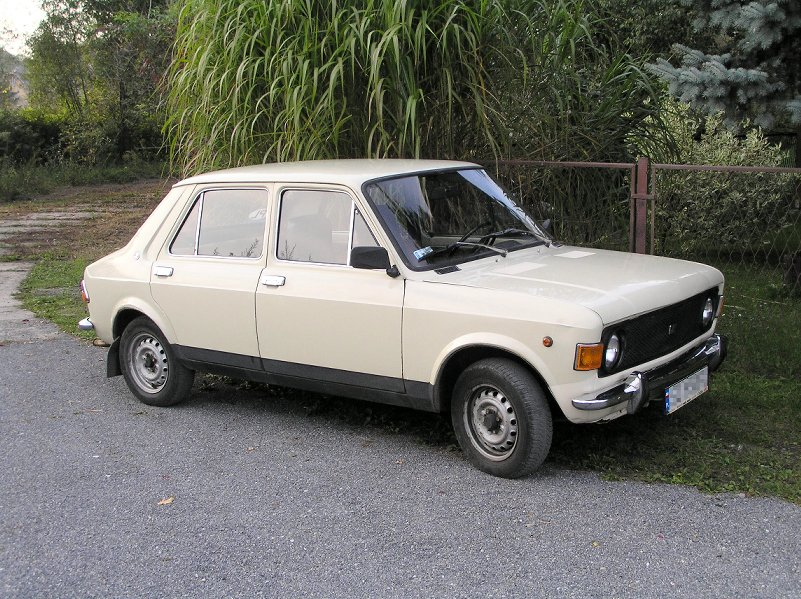
Montowana w FSO Zastava 1100p z 1977 roku

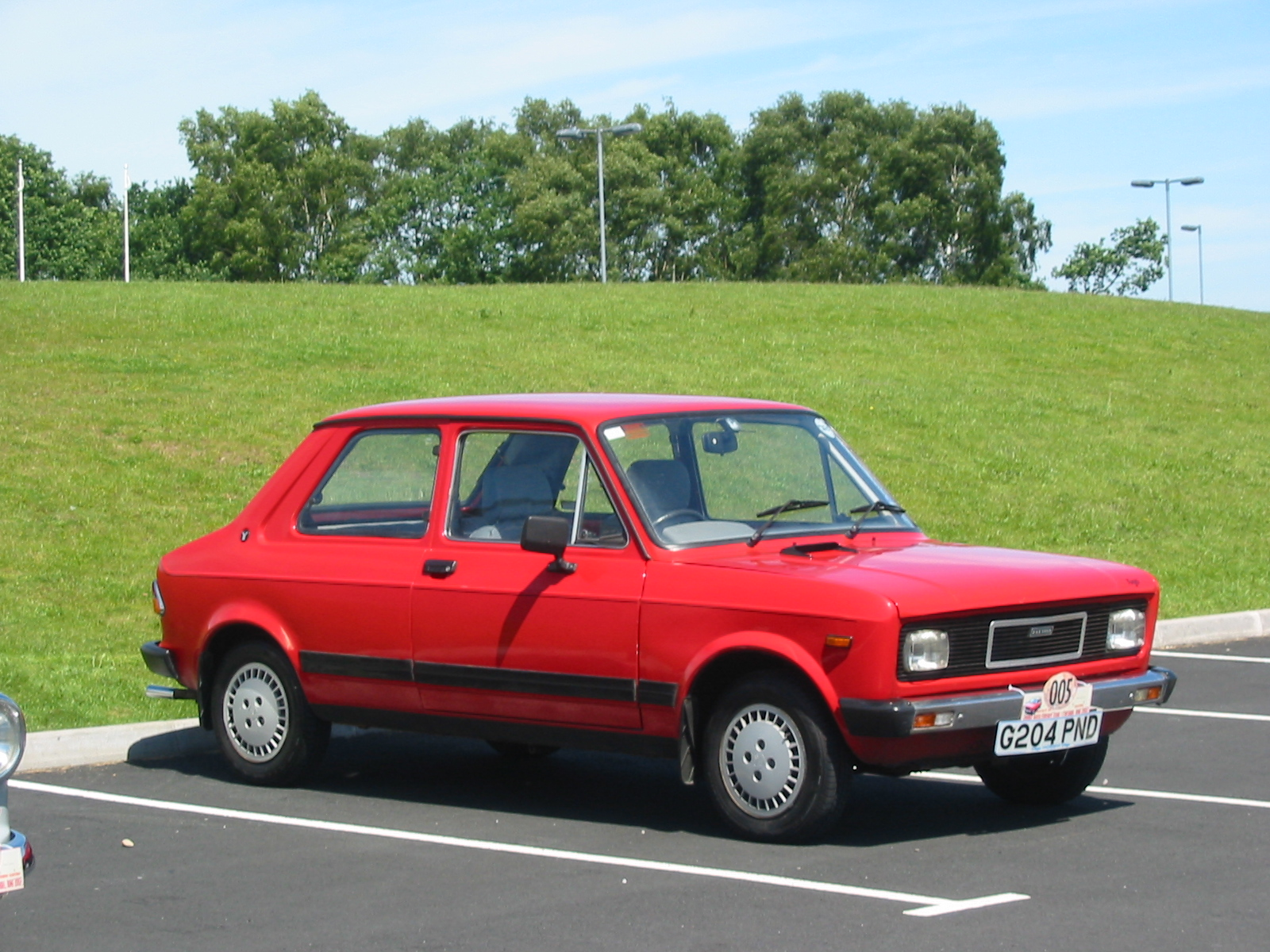
Zastava Yugo 311 z 1989 roku

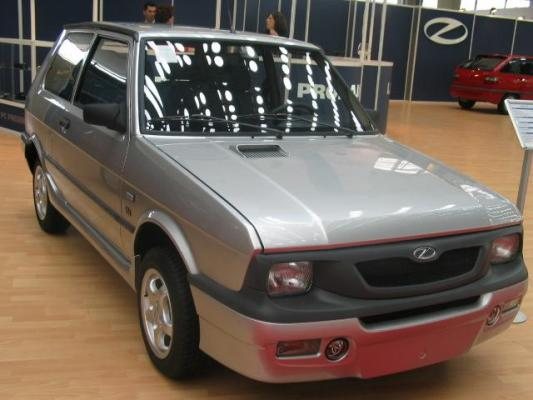
Zastava Koral In

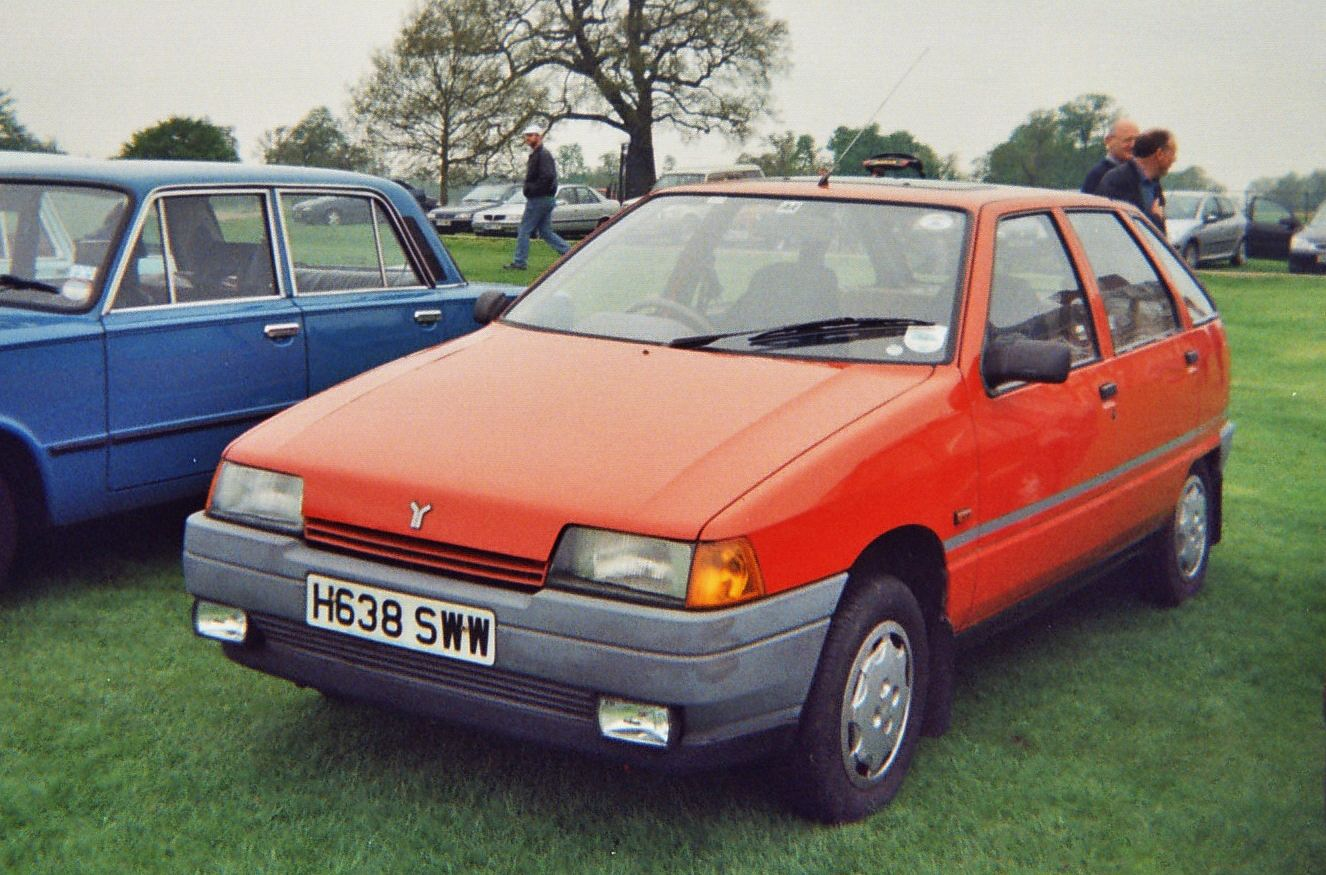
Yugo Florida (Sana)

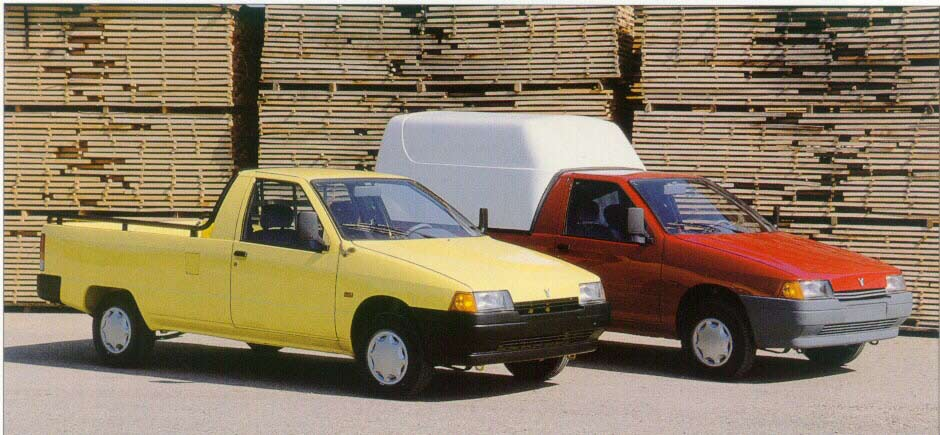
Florida Pick-Up oraz Poly

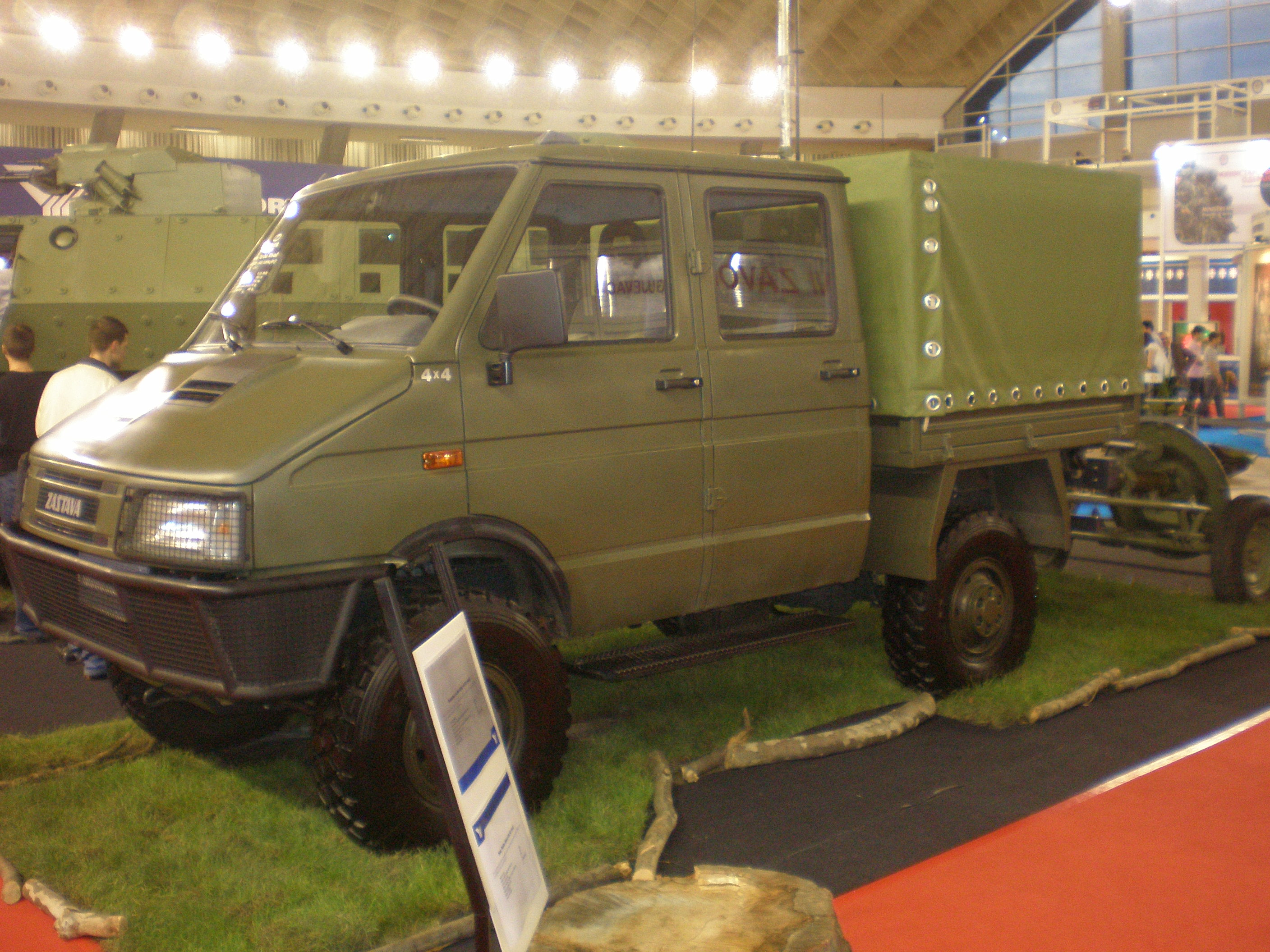
Zastava New Turbo Rival 4x4 z 2009 roku w wersji wojskowej

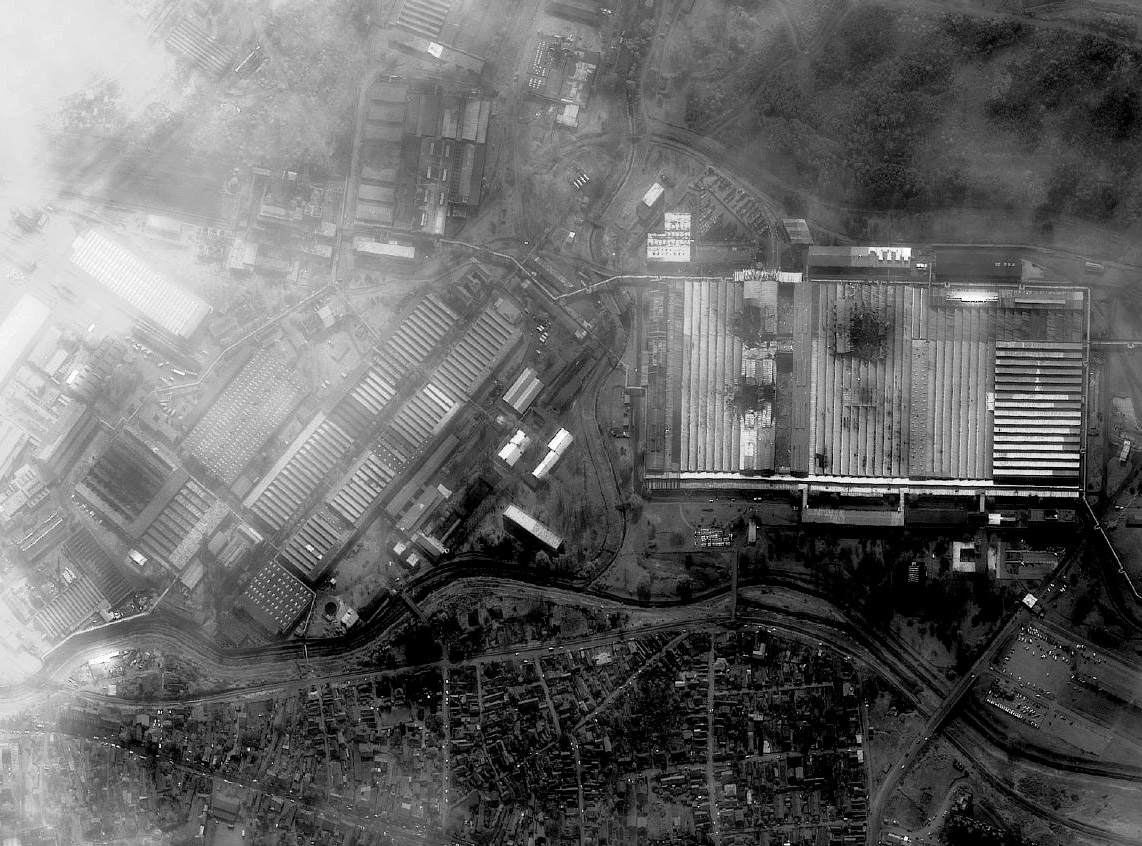
Fabryka Zastava podczas bombardowania przez NATO w trakcie Operacji Allied Force w 1999 roku

Logo Yugo

Początkowo, założone przed II wojną światową w Kragujevacu (Królestwo Jugosławii) przedsiębiorstwo produkowało wyłącznie sprzęt wojskowy. Wkrótce podjęto wytwarzanie licencyjnych samochodów marki Chevrolet (ok. 400 sztuk), a od roku 1953 produkcja samochodów stała się głównym przedmiotem działalności przedsiębiorstwa. Pierwszym samochodem produkowanym po wojnie był Willys Jeep oparty na licencji amerykańskiej. 12 sierpnia 1954 roku podjęto decyzję o zakupie licencji na produkcję samochodów osobowych w firmie Fiat i rozpoczęto wytwarzanie Fiata 1400 i Fiata 1900 oraz samochodu terenowego Fiat Campagnola. W 1955 roku rozpoczęto produkcję Fiata 600 pod oznaczeniem Zastava 600. Model ten ewoluował – w roku 1960 zwiększono pojemność silnika do 767 cm³ i nazwę na Zastava 750, a w 1980 roku na 848 cm³ jako Zastava 850. Ostatni wóz tego typu zjechał z taśm produkcyjnych w roku 1985. W latach 1961–1979 podjęto także produkcję czterodrzwiowych sedanów Zastava 1300/1500 będących wersją licencyjną Fiata 1300/1500.
W tych latach systematycznie wzrastała liczba wyprodukowanych samochodów i powiększały się rynki zbytu. Samochody Zastava były eksportowane do Polski (największy odbiorca w roku 1965 – 6000 samochodów), Finlandii, Grecji, Holandii, Belgii, RFN.
W latach 60 XX w. wzrosło zapotrzebowanie na większe samochody. Włosi wyprodukowali Fiata 128, który został samochodem roku 1970. Licencję na jego produkcję podpisali Jugosłowianie już w roku 1968, ale jednocześnie podjęli prace nad własną modyfikacją tego pojazdu oznaczoną na rynku wewnętrznym Zastava 101. Pierwszy wóz tego typu zjechał z taśm 15 października 1971 i stał się sztandarowym produktem Zastavy na 30 lat. Samochody Zastava 1100 były także montowane w Polsce w zakładach FSO w Warszawie ze sprowadzanych z Jugosławii części jako Zastava 1100P. Można je było jednak kupić wyłącznie za dewizy. W zamian za Zastavy 1100 Jugosławia otrzymywała Polskiego Fiata 125p, który otrzymał nazwę Zastava 125pz.
Na bazie Fiata 127 powstała w roku 1980 Zastava 102 znana powszechnie jako Zastava Yugo 45 (Yugo Koral). Auto to produkowano w wielu wersjach, było też eksportowane do Stanów Zjednoczonych.
Kolejne modele – Yugo Skala 101 i Yugo Skala 128 to odpowiednio Zastava 1100 i 1100 w wersji sedan po face liftingu. Polegał on głównie na wstawieniu bardziej „kanciastych” obudów świateł i likwidacji chromowanych elementów na rzecz plastikowych.
W 1987 roku zaprezentowano nowy model Yugo Florida, zaprojektowanego przez włoskiego projektanta Giugiaro, a rok później rozpoczęto produkcję. W latach 80 XX w. zdolności produkcyjne przedsiębiorstwa wynosiły około 200 tys. sztuk rocznie i były w większości wykorzystywane. Wiosną 1999 roku zakłady mocno ucierpiały w wyniku nalotów NATO, ale stopniowo zostały odbudowane. W wyniku rozpadu Jugosławii oraz skutków wojny skala produkcji spadła do około 10-15 tys. sztuk rocznie.
W maju 2008 roku włoski koncern Fiat odkupił od rządu serbskiego 70% akcji Zastavy. Zgodnie z postanowieniami umowy między rządem Serbii a koncernem Fiat w listopadzie 2008 roku zakończono produkcję samochodów Skala, Koral, Florida oraz Zastavy 10 (licencyjnej wersji Fiata Punto II, którego produkcja ruszyła ponownie po modernizacji fabryki pod nazwą Fiat Punto Classic), po czym rozpoczęto proces modernizacji fabryki. W wyniku porozumienia pomiędzy Fiatem a Zastavą powołano nowe przedsiębiorstwo, które otrzymało nazwę Fiat Automobili Srbija kończąc tym samym historię marki Zastava.

## Zastava Kamioni
W 1978 roku rozpoczęto budowę samochodów ciężarowych OM 40/35, dzięki współpracy z Iveco. W tym celu otwarto nowe zakłady Zastava Privredna Vozila.
W latach 90 XX w. uruchomiono w nich produkcję Iveco Daily / TurboDaily pierwszej i drugiej generacji oraz Iveco Zeta / TurboZeta w spółce firm Iveco i „Zastava” pod nazwą Zastava Kamioni. Iveco ma około 42% akcji tej firmy. Zdolności produkcyjne wszystkich tych pojazdów wynosiły do 7 tys. sztuk rocznie. Modele Daily nosiły nazwę Zastava Rival (pierwsza generacja) i Zastava New Turbo Rival (druga generacja). Początkowo produkcja spółki wynosiła około 3 tys. sztuk rocznie. Później ze względu na skutki wojny w Jugosławii/Serbii spadła ona do około 1 tys. sztuk rocznie.

## Modele firmy Zastava
- Zastava 1400BJ (1954–1961)
- Zastava 600 (1955–1960)
- Zastava 750 (1960–1985)
- Zastava 850 (1980–1985)
- Zastava 1300/1500 (1961–1979)
- Zastava 101, zwany też: Zastava 1100, Yugo Skala (1971–2008)
- Zastava 128 (1971–2003)
- Zastava 125pz (jugosłowiańska wersja Polskiego Fiata 125p, 1970–1983)
- Zastava Yugo Koral, zwany też: Zastava 102 (1980–1981), Yugo 45/55/60/65, Yugo GV, Yugo Koral (1980–2008)
- Zastava Yugo Florida, zwany też: Yugo Sana (1988–2008)
- Zastava 10 – Fiat Punto II produkowany na licencji od października 2005 do listopada 2008 roku.
- Zastava Skala Poly
- Zastava Florida Poly
- Zastava Rival
- Zastava New Turbo Rival
- Zastava AR-51/AR-55